# Осада Каменца-Подольского (1672)
Осада Каменца-Подольского — осада турками польской крепости Каменец-Подольский 18—27 августа 1672 года во время польско-турецкой войны 1672—1676.

## Предыстория
Каменец-Подольский, известный как «ключ к Подолью», был осажден турецкой армией 18 августа 1672 года. Крепость в то время была уже устаревшей и имела гарнизон всего из 200 солдат. В крепости также были расквартированы экипаж 500 местных пехотинцев под командованием майора Квасиборского, два полка (ок. 300—400 человек) под командованием капитана Вансовицкого и капитана Букара — в общей сложности около 1500 человек, из которых 1060 человек обороняли Старый и Новый замки, а остальные занимали позиции в городе. Это число солдат составляло всего 1/7 от необходимого гарнизона крепости.
Обороной руководил подольский губернатор Николай Потоцкий. Северную сторону Нового замка оборонял капитан Мыслижевский во главе 700 солдат, южную — прапорщик Войцех Гумьенецкий во главе 400 солдат и драгун. Оставшиеся драгуны занимали Старый замок. Ключевые позиции в обороне занимали 230 солдат полковника Станислава Маковецкого.

## Атака турок
12 августа к замку подошла татарская и турецкая кавалерия, а следом турки подтянули артиллерию. 14 августа крепости достигли главные силы турецкого великого визиря Фазыла Ахмед-паши, который отдал приказ соорудить семь больших земляных валов, чтобы обстреливать поляков из 120 орудий. Артобстрел парализовал защитников: Новый замок каждый день испытывали на прочность по 400 пушечных ядер. 20 августа турки ударили по одному из складов боеприпасов, расположенных в башне Старого замка, и мощный взрыв ознаменовал первую попытку штурма, которая была отбита с большими потерями для турок. Тогда турки вернулись к бомбардировке крепости. Под её влиянием командир обороны принял роковое решение о переводе гарнизона из Нового замка в Старый замок, который не был оборудован для противодействия огню из артиллерии. 25 августа турки сделали подкоп под одной из башен Старого замка и взорвали её, а затем начали штурм, который был отбит с большими потерями. Среди убитых был Войцех Гумьенецкий. Турки теперь подступали к замку с трёх сторон. В этой ситуации Потоцкий, не имея возможности защитить замок, 26 августа решил сдаться. Потоцкий также хотел спасти горожан, так как по турецким обычаям, при взятии города в бою солдаты получали право 3 дня грабить его. 30 августа защитники покинули крепость. Великий визирь торжественно вступил в Каменец-Подольский 3 сентября. Большинство церквей были превращены в мечети, кладбища разрушены, а к собору пристроен минарет. В замке был расквартирован 10-тысячный турецкий гарнизон. Замок оставался под турецким контролем в течение 27 лет.

## Последствия
Потеря ключевой крепости заставила Речь Посполитую подписать Бучачский мир, сдать Подолье туркам и платить ежегодную дань в 22 000 дукатов. Сейм отклонил договор и смог собрать большую армию во главе с Яном Собеским, который разбил турок под Хотином в ноябре 1673 года.